# Jan Valášek
Jan Valášek (1. července 1926 Prostějov – 27. ledna 1968 Praha) byl český filmový režisér, scenárista a herec.

## Život
Jan Valášek v letech 1951–1955 vystudoval režii na FAMU v Praze. Tam se seznámil se spolužákem Milanem Vošmikem a i pod jeho vlivem se rozhodl zaměřit se ve své práci na dětské publikum. Ještě během studia na FAMU natočil podle svých námětů a scénářů filmy Mladá láska (1954) a Ženy v uniformě (1954), a potom absolventský film V ulici je starý krám (1955, v hlavních rolích účinkovali Štěpánka Haničincová, Jana Rybářová a Rudolf Jelínek).
V letech 1955–1960 režíroval v Československé televizi dětské pořady a natočil několik televizních filmů (například Slavík, 1957). V letech 1960–1968 byl režisérem a scenáristou Filmového studia Barrandov, natočil např. filmy Prázdniny v oblacích (1959), Malý Bobeš (1961), Tři zlaté vlasy děda Vševěda (1963, se Zdeňkem Štěpánkem).
Posledním snímkem Jana Valáška byla v roce 1968 komedie Naše bláznivá rodina, kterou ale nedokončil, během závěrečných prací zemřel a snímek nakonec dokončil Karel Kachyňa.
Jeho ženou byla herečka a televizní moderátorka Štěpánka Haničincová (1931–1999), s níž měl syna Jana (* 1958).

## Filmografie

### Režijní
- Ženy v uniformě (1953)
- Mladá láska (1954)
- V ulici je starý krám (1955)
- Slavík (1957)

- Prázdniny v oblacích (1959)
- Kouzelný den (1960)
- Malý Bobeš (1961)
- Malý Bobeš ve městě (1962)
- Modrý autobus (1963)
- Tři zlaté vlasy děda Vševěda (1963)
- Kdy brečí muži (1964)
- Když má svátek Dominika (1967)
- Naše bláznivá rodina (1968)

### Scenárista
- Mladá láska (1954)
- V ulici je starý krám (1955)
- Zlé pondělí (1960)
- Malý Bobeš ve městě (1962)
- Tři zlaté vlasy děda Vševěda (1963)
- Když má svátek Dominika (1967)

### Náměty
- Mladá láska (1954)
- Zlé pondělí (1960)

### Herecká
- Vianočný dar (1953)